# Рю Хваён
Рю Хваён (кор. 류화영, кит. 柳和榮; род. 22 апреля 1993 года, известная мононимно как Хваён) — южнокорейская актриса и певица.

## Биография
Хваён родилась 22 апреля 1993 года в Кванджу, Южная Корея. Её сестра-близнец Рю Хёён является бывшей участницей группы Coed School и её подгруппы F-ve Dolls. Хваён окончила университет Кёнхи, специальность неизвестна.
Впервые сёстры попали на телевидение в мае 2010 года, поучаствовав в программе «Звёздный король», и через некоторое время подписали контракт с Core Contents Media.

## Карьера
Изначально Core Contents Media планировали сделать новой участницей T-ara Хёён, однако она порекомендовала Хваён, а сама готовилась к дебюту в Coed School. В июле 2010 года агентство объявило, что состав T-ara вновь претерпевает изменения, и Хваён стала седьмой участницей. Первое выступление Хваён в составе группы состоялось 3 декабря. В следующем году девушка участвовала в совместном сингле T-ara и Davichi «우리 사랑했잖아 (We Were In Love)», а также написала рэп-партию для песни «사랑은 다 그런거래요 (Love Is All the Same)» Yangpa.
30 июля 2012 года было объявлено, что Хваён покинула группу, и, несмотря на слухи, что всё ещё может вернуться в коллектив, Рю вернулась в индустрию осенью, но самостоятельно.
16 декабря 2013 года стало известно, что девушка подписала контракт с Wellmade Yedang и готовится дебютировать как актриса. 31 декабря Хваён появилась на 2014 Miller Countdown Party в качестве ди-джея.
В октябре 2014 года Хваён дебютировала как актриса в мини-дораме «Выбор матери». Через несколько месяцев её утвердили в актёрский состав дорамы «Клуб бывших подружек», а в 2016 году Рю сыграла одну из главных ролей в дораме «Эпоха юности». В 2017 году актёрская карьера Хваён значительно набрала обороты после ролей в высокорейтинговых дорамах «Странный отец» и «Бешеный пёс».
24 июня 2020 года стало известно, что Хваён подписала контракт с Polaris Entertainment.

## Инциденты и публичный имидж

### Инцидент во время выступления наInkigayo

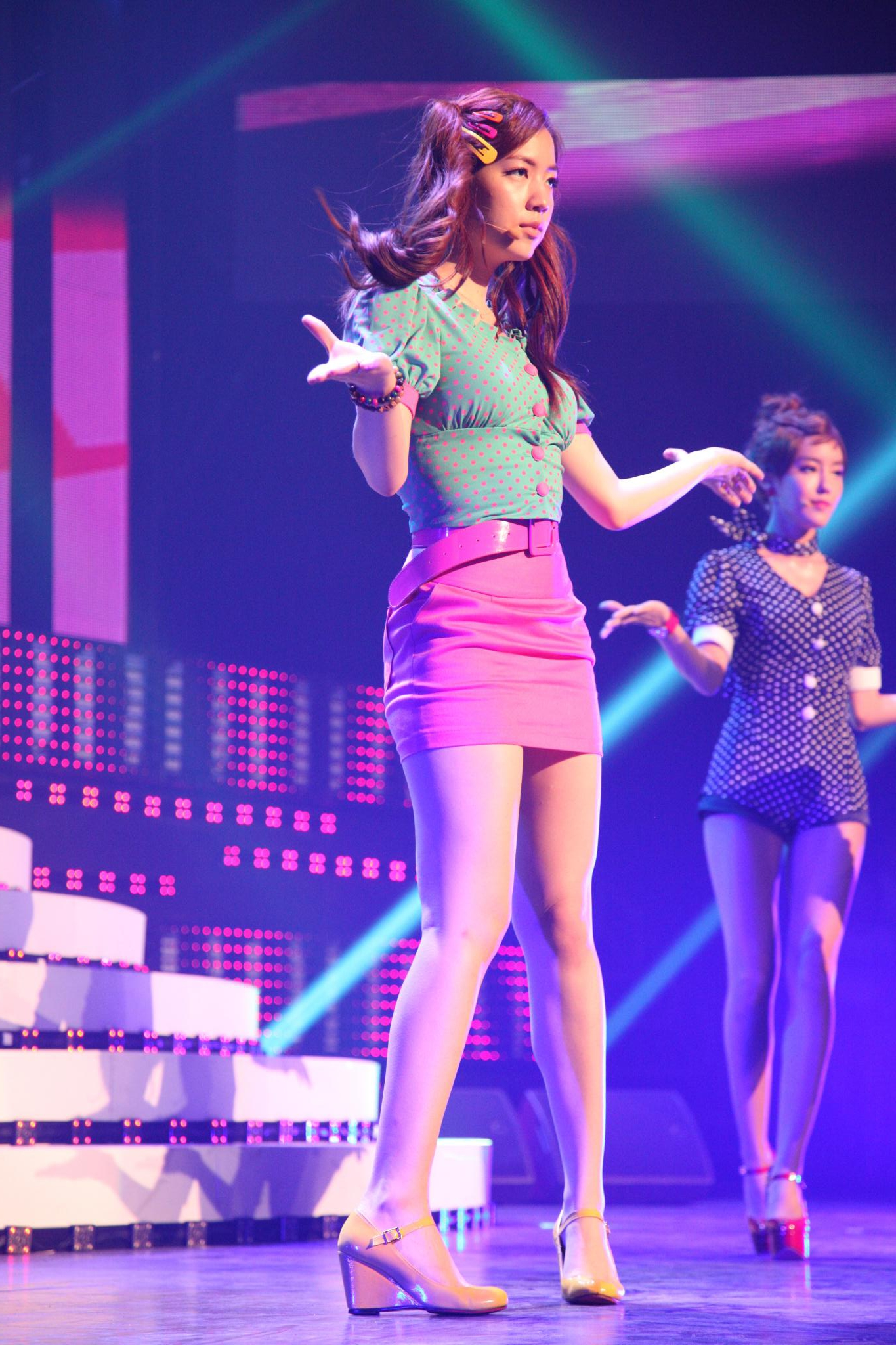
Хваён на Cyworld Dream Music Festival, 2011 год

29 января 2012 года T-ara выступали на Inkigayo, и Хваён случайно обнажила грудь, когда её одежда немного сползла вниз. Газета JoongAng Ilbo заявила, что шоу не было записано заранее, и всё случилось в прямом эфире. 30 января Core Contents Media и руководство телеканала SBS выпустили официальные заявления:
Мы глубоко сожалеем об инциденте, произошедшем на ‘Inkigayo’. Были обнаружены слухи о том, что выступление было предзаписано, но это неправда. Выступление T-ara полностью было вживую, и всё случилось во время трансляции. На репетиции никаких проблем не было, и очень огорчает, что так получилось в прямом эфире. Невзирая на факт того, что Хваён — знаменитость, она всё ещё несовершеннолетняя,  и мы надеемся, что люди помнят, что она всё ещё молодая девушка.
Во-первых, выступление T-ara происходило в прямом эфире, никакой предзаписи не было. Во-вторых, главный продюсер был занят, поэтому не смог обратить внимание на произошедшее [речь идёт о съёмке Хваён с разных ракурсов в тот момент]. Нам очень жаль за то, что случилось.

### Скандал с буллингом T-ara
В конце июля 2012 года T-ara начали свой первый японский тур, но Хваён повредила ногу ещё до его начала, во время выступления на Music Core, и рано утром 24 июля посетила больницу в Сеуле, сообщив, что всё в порядке. Утром того же дня группа улетает в Японию и уже вечером направляется на репетицию предстоящего концерта в Ниппон Будокане, но Хваён на ней не присутствует; вечером 25 июля, всего за час до концерта, Хёмин в Твиттере оставила сообщение: «Существуют разные уровни целеустремлённости, так давайте у нас её будет больше», и другие участницы согласились с ней. Чуть позднее им ответила Хёён, написав, что «лишь целеустремлённости недостаточно», а затем добавила, что участницы «всё знают», после чего пошли первые слухи о травле Хваён другими участницами T-ara. 25 и 26 июля Хваён выступала на концерте лишь на одной песне, а 27 июля группа вернулась в Корею, и девушка внезапно потребовала себе инвалидное кресло, чтобы передвигаться в аэропорту. В тот же день слухи о травле распространились с новой силой, и 30 июля генеральный директор Core Contents Media, Ким Кван Су, объявляет об уходе Хваён из группы; её контракт был расторгнут, потому что она недобросовестно относилась к деятельности коллектива и вредила командной работе. На волне слухов о буллинге популярность T-ara резко упала, и на некоторое время девушки приостановили групповую деятельность.
В феврале 2017 года Хваён и Хёён вновь появились на телевидении, где опять затронули тему травли, и Хваён сказала, что только сестра могла оказать ей поддержку в тот тяжёлый период. После этого корейский новостной портал Dispatch начал опубликовывать подробную хронологию событий последних дней пребывания Рю в группе, и также взял интервью у бывшего стаффа T-ara, который не только подтвердил, что девушка неуважительно относилась к персоналу, но и называла их «шампунями»; агентство Imagine Asia (на тот момент лейбл Хваён) это отрицали, заявив, что всё было сказано в милой форме и изначально слово подразумевало просьбу помыть голову. Также бывший стафф рассказал, что она лишь изображала жертву травли, а травмой ноги манипулировала, чтобы получить внимание и сожаление. Были раскрыты сообщения Хёён в Kakao Talk в переписке с Арым, где первая обещала расцарапать Арым лицо, если её не будет на эфире; сначала обе сестры всё отрицали, но затем подтвердили, что написанное — правда. В марте Хваён удалила аккаунт в Инстаграме после многочисленных негативных комментариев.

### Публичный имидж после скандала
После того, как бывший стафф и бывший менеджер T-ara подтвердили слухи о травле других участниц группы Хваён и её сестрой, имидж девушек сразу же приобрёл неофициальный статус «змей нации» — в Инстаграме этот символ встречался под каждым постом как Хваён, так и Хёён; также девушек называют самыми ненавистными близнецами Кореи.

## Фильмография
| Год  |   | Русское название                          | Оригинальное название         | Роль                     |
| ---- | - | ----------------------------------------- | ----------------------------- | ------------------------ |
| 2014 | с | Выбор матери                              | Mother’s Choice               | Со Хён А                 |
| 2015 | с | Окей, семейка                             | Ok's Family                   | Хан Ок                   |
| 2015 | с | Клуб бывших подружек                      | Ex-Girlfriends' Club          | Рара                     |
| 2015 | ф | Любовный прогноз                          | Love Forecast                 | Хи Чжин                  |
| 2016 | с | Возвращайтесь, мистер                     | Come Back Mister              | Ван Чжу Ён               |
| 2016 | с | Потомки солнца                            | Descendants of the Sun        | Бывшая девушка Со Да Ёна |
| 2016 | с | Эпоха юности                              | Hello, My Twenties!           | Кан Йи На                |
| 2016 | с | Потерянный смех                           | Disqualified Laughter         | Син На Ра                |
| 2017 | с | Странный отец                             | My Father is Strange          | Бюн Ра Ён                |
| 2017 | с | Следы рук                                 | Traces of Hand                | Чон Мин Ён               |
| 2017 | с | Война девушек                             | Girl’s War                    | Чжина                    |
| 2017 | с | Секретный рецепт предсказательницы судьбы | Fortuneteller's Secret Recipe | На Рэ                    |
| 2017 | с | Эпоха юности 2                            | Hello, My Twenties! 2         | Кан Йи На                |
| 2017 | с | Бешеный пёс                               | Mad Dog                       | Чан Ха Ри                |
| 2018 | с | Красота внутри                            | The Beauty Inside             | Чэ Ю Ри                  |

## Награды и номинации
| Год  | Церемония            | Номинация                   | Фильм/сериал                    | Результат | Ссылка |
| ---- | -------------------- | --------------------------- | ------------------------------- | --------- | ------ |
| 2017 | 2017 KBS Drama Award | Лучшая новая актриса        | «Странный отец» и «Бешеный пёс» | Победа    | [ 37 ] |
| 2017 | 2017 KBS Drama Award | Лучшая пара (с У До Хваном) | «Бешеный пёс»                   | Номинация |        |